# Larva velígera

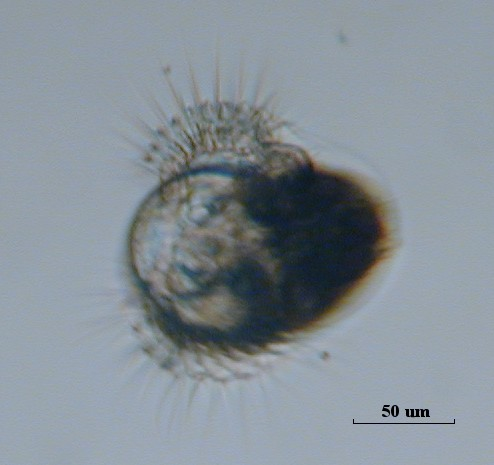

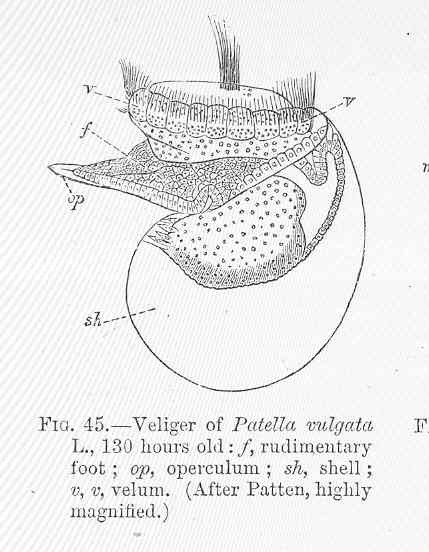

La larva velígera o veliger es una forma larval secundaria única de moluscos gasterópodos y bivalvos marinos que sucede a la etapa de larva trocófora. Es una larva con un pie y concha bien desarrollados, aunque también pueden poseer opérculo como otras estructuras de etapas más desarrolladas. Estas larvas se encuentran en el fondo de los cuerpos de agua en donde hacen la metamorfosis a adulto. Estas larvas son de vida libre y forman parte del plancton, por lo que la función de este estadio es principalmente la dispersión. 
Se mueven a través del velo, un órgano natatorio característico compuesto de dos lóbulos grandes ciliados, desarrollados de la prototroca de la larva trocófora. En las especies planctónicas (vida larga) el velo también cumple funciones alimentarias y captura alimento particulado entre bandas de cilia opuestas de Prototroca y Metatroca en el borde del velo. Las especies lecitotróficas (vida corta) no se alimentan, por lo que viven de reservas de la yema.

## Ciclo de vida
El ciclo reproductivo de estos organismos está regulado por estímulos nerviosos y hormonales pero también algunos ambientes como la temperatura. 
Se basa en diferentes etapas, en las que la larva veliger es usualmente la segunda de estas, sin embargo en algunos organismos esta larva va justo después de que el huevo se rompe y no pasan por larva trocófora. En el proceso de metamorfosis la larva se convierte en un juvenil, que luego pasa a ser adulto, con la aparición de ojos y tentáculos. Los sistemas excretores larvarios y adultos pueden coexistir uno al lado del otro, y se han descrito casos en los que la protonefridia larval se transforma en metanefridia adulta.

## Gasterópodos
La larva veliger es su segunda forma larval, sucede después de la larva trocófora, y usualmente posee opérculo para cerrar su concha embrionaria, la cual se pierde en el adulto. La mayoría suprimen el periodo de larva trocófora o lo atraviesan rápidamente, en muchos grupos los embriones eclosionan como larva veliger. Casi todos los pulmonados y muchos caenogastropoda tienen desarrollo directo, y la etapa de veliger se pasa en el huevo.
Durante la transición de larva trocófora a larva veliger usualmente se da la torsión, que implica una rotación de la masa visceral, manto y caparazón 180° con respecto de la cabeza y pie, siempre en sentido antihorario. Cuando esto ocurre las branquias y las gónadas adultas no están completamente desarrolladas, pero la mayoría posee nefridia.
La metamorfosis de veliger a adulto tiene lugar en el fondo del mar y requiere ciertas condiciones que varían según la especie. En esta se pierde el velo y el juvenil adopta su forma adulta.  Los gasterópodos que presentan una distorsión en su etapa adulta, ya sea por la pérdida de la concha, presentan una serie de cambios post-veliger en la que la torsión original se invierte en varios grados.  

## Bivalvia
Como en los gasterópodos, esta forma larval comúnmente le sigue a la larva trocófora. En muchas especies estas etapas larvarias son muy largas, lo que permite su dispersión a grandes distancias. Algunas especies tienen un desarrollo mixto y protegen los embriones en desarrollo en la cavidad suprabranquial durante el estadio de larva trocófora, por lo que los embriones se liberan como larvas de veliger. En los bivalvia unionidos de agua dulce, las larvas se convierten en gloquidios que parasitan peces para dispersarse; otros tienen desarrollo directo en adultos
En el desarrollo de los bivalvos, hay diferentes tipos de estadios en la larva veliger. El primero es la larva veliger temprana (larva D), este nombre se le da debido a la forma de D que tiene la prodisoconcha, este estadio dura poco tiempo. El segundo estadio de la larva es la umbonada, en esta ya se puede hacer una identificación taxonómica y se desarrolla la segunda prodisoconcha II la cual es secretada por el manto, esta larva conserva su simetría debido a que no hay ningún tipo de torsión. La concha se vuelve bivalva en el momento que las alas laterales del manto se extienden de forma ventral. Posteriormente se forma el pie y los filamentos branquiales hacia el final de este estadio.